# Хласек, Якоб
Я́коб Хла́сек (чеш. Jakob Hlasek; р. 12 ноября 1964, Прага, ЧССР) — швейцарский профессиональный теннисист чешского происхождения.
- Победитель Открытого чемпионата Франции 1992 года и чемпионата мира АТР 1990 года в мужском парном разряде
- Обладатель командного Кубка мира 1996 года в составе сборной Швейцарии
- Рекордсмен сборной Швейцарии в Кубке Дэвиса по числу выигранных матчей в одиночном и парном разряде.

## Спортивная карьера

### Начало карьеры
Якоб Хласек (Гласек) родился в Праге в 1964 году. В 1968 году его семья переехала в Швейцарию. В детстве Якоб увлекался хоккеем и в 12 лет даже выступал за юниорскую сборную Швейцарии, но после переломов руки и ноги его отец настоял на том, чтобы он выбрал менее опасный вид спорта. В 15 лет Якоб начал заниматься теннисом, а в 1982 году уже выиграл со сборной Швейцарии молодёжный чемпионат Европы. В октябре того же года его пригласили в национальную сборную, игравшую в финале Европейской зоны Кубка Дэвиса против ирландцев, но свой дебютный матч он проиграл. В 1982 году он также принял участие в своих первых профессиональных теннисных турнирах.
В феврале 1983 года в Кадуне (Нигерия) Хласек победил на своём первом турнире класса ATP Challenger в паре с американцем Майком Барром. В июле 1984 года он вышел в полуфинал турнира Гран-при в Кицбюэле в парном разряде и впервые вошёл в сотню сильнейших в рейтинге АТР. В августе он принял участие в показательном теннисном турнире Олимпиады в Лос-Анджелесе, где дошёл до четвертьфинала, а месяц спустя в Тель-Авиве в паре с британцем Доудсвеллом вышел в свой первый финал турнира Гран-при. В ноябре в Хельсинки он выиграл свой первый «челленджер» в одиночном разряде и также вошёл в первую сотню рейтинга.
В 1985 году Хласек выиграл свой первый турнир Гран-при. Это произошло в Тулузе, где он выступал в паре с чилийцем Рикардо Акуньей. За год он ещё по разу сыграл в финалах турниров Гран-при в одиночном разряде и в парах и закончил сезон в числе пятидесяти сильнейших в обоих разрядах. В следующие два года он выиграл ещё по одному турниру в парном разряде, а в 1986 году добрался до полуфинала на Уимблдонском турнире с чехом Павелом Сложилом, но в одиночном только один раз дошёл до финала. Тем не менее за счёт стабильной игры и многочисленных выходов в четверть- и полуфиналы турниров Гран-при он не только сохранил место в сотне, но и дошёл к октябрю 1986 года до 24 места в рейтинге. На эту позицию он несколько раз возвращался за следующий год. За два года он трижды побеждал игроков из первой десятки, в том числе в Лондоне в ноябре 1986 года — Стефана Эдберга, на тот момент четвёртого в мире. В 1987 году он помог сборной Швейцарии выиграть Европейскую зону Кубка Дэвиса, одержав семь побед из восьми возможных в одиночном и парном разряде в матчах с теннисистами Бельгии, Болгарии и СССР.

### Пик карьеры
1988 год начался для Хласека с тяжёлой травмы: в январе в автомобильной аварии он сломал запястье и три ребра и на четыре месяца выбыл из соревнований. Он вернулся на корт в мае, к играм сборной Швейцарии в командном Кубке мира, где выиграл все три своих матча в одиночном разряде, в том числе и у десятой ракетки мира Тима Майотта, но в парах вроиграл две встречи из трёх и не сумел выйти со сборной в финал. В июле он дошёл до финала в одиночном разряде в Гштаде, а в следующем месяце до полуфинала Открытого чемпионата Канады в Торонто в парах и четвёртого круга Открытого чемпионата США в одиночном разряде. На Олимпиаде в Сеуле он выступил достаточно неудачно, в одиночном разряде проиграв в третьем круге Эдбергу, а в паре с легендарным мастером парной игры Хайнцем Гюнтхардтом — и вовсе во втором круге. Однако в последние месяцы года ему удался настоящий рывок: с начала октября по конец ноября он четыре раза играл в финалах турниров в одиночном разряде и два из них, в Лондоне и Йоханнесбурге выиграл, поднявшись с 29 места в рейтинге на девятое и в последний момент обеспечив себе участие в турнире Мастерс — итоговом турнире года. Там он продолжил свой сенсационный победный марш на групповом этапе, победив Андре Агасси, Ивана Лендла и, во второй раз за год, Олимпийского вице-чемпиона Майотта, и лишь в полуфинале уступил Борису Беккеру. Победа над Лендлом стала третьей за год победой над бывшей первой ракеткой мира — ранее были повержены Джимми Коннорс и Джон Макинрой. Год Хласек закончил на восьмом месте в рейтинге и более чем с миллионом долларов призовых.
Начало следующего сезона было прямым продолжением серии удачных выступлений Хласека. Он выиграл турнир в Роттердаме и дошёл до финала в Лионе в одиночном разряде, поднявшись на седьмую строчку в рейтинге. В парах за первые три месяца года он выиграл три турнира, включая Индиан-Уэллс и Майами, где участвовали сильнейшие пары мира, и ещё раз побывал в финале, причём сделал это с тремя разными партнёрами. К началу Уимблдонского турнира он вошёл в число десяти лучших игроков мира в парном разряде. Однако вторая половина года сложилась менее удачно, с июля по октябрь Хласек не выступал, пропустив в том числе и Открытый чемпионат США, и в одиночном разряде выбыл из числа сильнейших. В парах ему удался мощный финиш: после победы в Лондоне и финала в Париже он поднялся до четвёртого места в рейтинге, но в связи с тем, что своих успехов он добивался с разными партнёрами, для него не нашлось места в турнире Мастерс.
В 1990 году, в отличие от предыдущего сезона, Хласек в основном выступал с постоянным партнёром, Ги Форже. За сезон они выиграли четыре турнира только что образованного АТР-тура, в том числе и Открытый чемпионат Стокгольма, относящийся к его высшей категории, а также дошли до четвертьфинала Открытого чемпионата США и обеспечили себе право на участие в итоговом турнире года, теперь называвшемся чемпионатом мира АТР. Там они выиграли все пять своих матчей, в том числе в группе у первой пары мира, южноафриканцев Дани Виссера и Питера Олдрича. В одиночном разряде Хласек второй раз в карьере выиграл турнир в Лондоне, доведя число своих титулов в этом разряде до четырёх, но в остальном выступал не слишком удачно и закончил год на 30-м месте в рейтинге.
За 1991 год Хласек трижды доходил до финала турниров в парном разряде и один из них, в Базеле с Патриком Макинроем, выиграл. Интересно, что в финале им противостояли старший брат Патрика Джон и экс-соотечественник Хласека чех Петр Корда. Достаточно успешным оказался для Хласека год в одиночном разряде: он выиграл свой пятый турнир (тоже в Базеле), дошёл до финала на Кубке Кремля в Москве, но главное — показал лучший в карьере результат на турнирах Большого шлема в одиночном разряде, выйдя в четвертьфинал на Открытом чемпионате Франции, обеспечив себе участие в Кубке Большого шлема, финальном турнире года по версии ITF. Там он в первом круге победил Джимми Коннорса, но в четвертьфинале его остановил Лендл.
Основные успехи следующего года были связаны у Хласека с выступлениями в парном разряде. С соотечественником Марком Россе он выиграл три турнира, включая Открытый чемпионат Франции — единственная победа в турнире Большого шлема в его карьере — и Открытый чемпионат Италии, второй по престижности грунтовый турнир в мире. На Олимпийских играх в Барселоне они с Россе (который стал чемпионом в одиночном разряде) дошли до четвертьфинала. Это позволило Хласеку во второй раз в карьере закончить сезон в десятке сильнейших теннисистов в парном разряде. В одиночном разряде наиболее значительными его достижениями были полуфиналы турниров высшего разряда в Майами и в Париже, где он победил во втором круге десятую ракетку мира Уэйна Феррейру. Всего же за год он четыре раза побеждал соперников из первой десятки рейтинга, лучшим из которых был Пит Сампрас, на тот момент четвёртый в мире. Помимо этих успехов, он удачно выступал в командных турнирах: начав год с победы в паре с Мануэлой Малеевой-Франьер в престижном выставочном Кубке Хопмана, к концу сезона он привёл сборную Швейцарии к финалу Мировой группы Кубка Дэвиса, выиграв до финала восемь из девяти своих матчей. В финале, однако, он не смог противостоять соперникам из сборной США.

### Завершение карьеры
После успешного 1992 года в игре Хласека наступил спад. За весь следующий год он лишь дважды побывал в полуфиналах турниров в одночном разряде, что оказалось достаточным для сохранения места в сотне, а в парах он выиграл за сезон только восемь матчей, проиграв 25, при том, что с ним играли такие ведущие мастера парной игры, как Серхио Касаль и Патрик Макинрой, а также Россе, с которым они год назад выиграли Открытый чемпионат Франции, Беккер и Эдберг. В итоге за год он опустился с восьмого места до 180-го.
В 1994 году игра у Хласека пошла лучше, он за год трижды дошёл до финала в парном разряде и один раз, в Лионе с Евгением Кафельниковым, выиграл. Кроме того, уже в феврале, занимая только 177-е место в рейтинге, он в паре с Джимом Курье сумел на турнире в Филадельфии нанести поражение первой паре мира — Байрону Блэку и Джонатану Старку. В итоге к концу года он вернулся в число пятидесяти сильнейших теннисистов в парном разряде, сохранив место в сотне в одиночном. На следующий год он два раза сыграл в финале турниров в одиночном разряде и трижды в парном (второй год подряд победив с Кафельниковым в Лионе). Трижды за сезон он добивался побед над соперниками из первой десятки в одиночном разряде: Россе, Гораном Иванишевичем и Томасом Энквистом, а с Патриком Макинроем и Ги Форже дважды нанёс поражение третьей паре мира — Патрику Гэлбрайту и Гранту Коннеллу. С тремя разными партнёрами он дошёл до высоких этапов на Открытых чемпионатах Австралии (четвертьфинал) и Франции (полуфинал) и на Уимблдонском турнире (четвертьфинал) и закончил сезон в Top-50 как в одиночном, так и в парном разряде.
Лучшими достижениями 1996 года в одиночном разряде стали для Хласека выходы в четвёртый круг Уимблдона и Открытого чемпионата США. В паре же он возобновил сотрудничество с партнёром по победному 1992 году, Ги Форже, и вместе с ним трижды выходил в финал турниров, в том числе на Открытом чемпионате Франции (победив по пути лучшую пару мира, Тодда Вудбриджа и Марка Вудфорда и Открытом чемпионате Германии. Почти столь же успешно они выступили и на других турнирах Большого шлема, пробившись в полуфинал в Австралии и США и четвертьфинал на Уимблдоне. В составе команды Швейцарии он также завоевал Кубок мира, добившись этого успеха с седьмой попытки. В этом году он принёс команде по три победы в четырёх матчах как в одиночном, так и в парном разряде, где с ним выступал Россе. После Открытого чемпионата США Хласек поднялся в рейтинге в парном разряде до шестого места, но в итоговом турнире года участия на принял. В ноябре Хласек, которому в эти дни исполнялось 32 года, объявил об уходе из тенниса.

## Место в рейтинге в конце сезона
| Разряд    | 1983 | 1984 | 1985 | 1986 | 1987 | 1988 | 1989 | 1990 | 1991 | 1992 | 1993 | 1994 | 1995 | 1996 |
| --------- | ---- | ---- | ---- | ---- | ---- | ---- | ---- | ---- | ---- | ---- | ---- | ---- | ---- | ---- |
| Одиночный | 179  | 91   | 33   | 32   | 23   | 8    | 30   | 17   | 20   | 36   | 71   | 70   | 35   | 74   |
| Парный    | 180  | 107  | 47   | 39   | 35   | 47   | 5    | 12   | 39   | 8    | 180  | 49   | 24   | 9    |

## Участие в финалах турниров за карьеру
| Легенда                                  |
| ---------------------------------------- |
| Большой шлем (2)                         |
| Чемпионат мира АТР (1)                   |
| АТР Championship Series, Single Week (3) |
| ATP Championship Series (6)              |
| ATP World (15)                           |
| Гран-при (22)                            |

### Одиночный разряд (14)

#### Победы (5)
| №  | Дата        | Турнир                                                | Покрытие | Соперник в финале   | Счёт в финале              |
| -- | ----------- | ----------------------------------------------------- | -------- | ------------------- | -------------------------- |
| 1. | 14 ноя 1988 | Benson & Hedges Championships, Лондон, Великобритания | Ковёр    | Йонас Свенссон      | 6-7(4), 3-6, 6-4, 6-0, 7-5 |
| 2. | 21 ноя 1988 | Открытый чемпионат ЮАР, Йоханнесбург                  | Хард (i) | Кристо ван Ренсбург | 6-7, 6-4, 6-1, 7-6         |
| 3. | 13 фев 1989 | ABN World Tennis Tournament, Роттердам, Нидерланды    | Ковёр    | Андерс Яррид        | 6-1, 7-5                   |
| 4. | 12 ноя 1990 | Diet Pepsi Championships, Лондон (2)                  | Ковёр    | Майкл Чанг          | 7-6(7), 6-3                |
| 5. | 30 сен 1991 | Swiss Indoors, Базель                                 | Хард (i) | Джон Макинрой       | 7-6(4), 6-0, 6-3           |

#### Поражения (9)
| №  | Дата        | Турнир                                               | Покрытие | Соперник в финале   | Счёт в финале       |
| -- | ----------- | ---------------------------------------------------- | -------- | ------------------- | ------------------- |
| 1. | 25 мар 1985 | ABN World Tennis Tournament, Роттердам, Нидерланды   | Ковёр    | Милослав Мечирж     | 1-6, 2-6            |
| 2. | 4 авг 1986  | Открытый чемпионат Нидерландов по теннису, Хилверсюм | Грунт    | Томас Мустер        | 1-6, 3-6, 3-6       |
| 3. | 11 июл 1988 | Открытый чемпионат Швейцарии, Гштад                  | Грунт    | Даррен Кэхилл       | 3-6, 4-6, 6-7(2)    |
| 4. | 10 окт 1988 | Swiss Indoors, Базель                                | Хард (i) | Стефан Эдберг       | 5-7, 3-6, 6-3, 2-6  |
| 5. | 28 ноя 1988 | Брюссель, Бельгия                                    | Ковёр    | Анри Леконт         | 6-7(3), 6-7(6), 4-6 |
| 6. | 27 фев 1989 | Grand Prix de Tennis de Lyon, Франция                | Ковёр    | Джон Макинрой       | 3-6, 6-7(3)         |
| 7. | 11 ноя 1991 | Кубок Кремля, Москва, Россия                         | Ковёр    | Андрей Черкасов     | 6-7(2), 6-3, 6-7(5) |
| 8. | 17 июл 1995 | Открытый чемпионат Швейцарии, Гштад (2)              | Грунт    | Евгений Кафельников | 3-6, 4-6, 6-3, 3-6  |
| 9. | 18 сен 1995 | Grand Prix Passing Shot, Бордо, Франция              | Хард     | Яхья Думбия         | 4-6, 4-6            |

### Парный разряд (35)

#### Победы (20)
| №   | Дата        | Турнир                                                | Покрытие | Партнёр             | Соперники в финале                | Счёт в финале      |
| --- | ----------- | ----------------------------------------------------- | -------- | ------------------- | --------------------------------- | ------------------ |
| 1.  | 14 окт 1985 | Тулуза, Франция                                       | Хард (i) | Рикардо Акунья      | Павел Сложил Томаш Шмид           | 3-6, 6-2, 9-7      |
| 2.  | 21 апр 1986 | Открытый чемпионат Ниццы, Франция                     | Грунт    | Павел Сложил        | Гэри Доннелли Колин Доудсвелл     | 6-3, 4-6, 11-9     |
| 3.  | 9 ноя 1987  | Paris Open, Франция                                   | Ковёр    | Клаудио Медзадри    | Скотт Дэвис Дэвид Пейт            | 7-6, 6-2           |
| 4.  | 10 окт 1988 | Swiss Indoors, Базель                                 | Хард (i) | Томаш Шмид          | Джереми Бейтс Петер Лундгрен      | 6-3, 6-1           |
| 5.  | 20 фев 1989 | Stella Artois Indoor, Милан, Италия                   | Ковёр    | Джон Макинрой       | Хайнц Гюнтхардт Балаж Тароци      | 6-3, 6-4           |
| 6.  | 20 мар 1989 | Newsweek Champions Cup, Индиан-Уэллс, США             | Хард     | Борис Беккер        | Кевин Каррен Дэвид Пейт           | 7-6, 7-5           |
| 7.  | 3 апр 1989  | Lipton International, Майами, США                     | Хард     | Андерс Яррид        | Джим Грэбб Патрик Макинрой        | 6-3 отказ          |
| 8.  | 13 ноя 1989 | Benson & Hedges Championships, Лондон, Великобритания | Ковёр    | Джон Макинрой       | Джереми Бейтс Кевин Каррен        | 6-1, 7-6           |
| 9.  | 26 фев 1990 | Eurocard Open, Штутгарт, Германия                     | Ковёр    | Ги Форже            | Микаэль Мортенсен Том Нейссен     | 6-3, 6-2           |
| 10. | 18 июн 1990 | Чемпионат Росмалена, Нидерланды                       | Трава    | Михаэль Штих        | Джим Грэбб Патрик Макинрой        | 7-6, 6-3           |
| 11. | 27 авг 1990 | Лонг-Айленд, Нью-Йорк, США                            | Хард     | Ги Форже            | Удо Риглевски Михаэль Штих        | 2-6, 6-3, 6-4      |
| 12. | 15 окт 1990 | Seiko Super Tennis, Токио, Япония                     | Ковёр    | Ги Форже            | Скотт Дэвис Дэвид Пейт            | 7-6, 7-5           |
| 13. | 29 окт 1990 | Открытый чемпионат Стокгольма, Швеция                 | Ковёр    | Ги Форже            | Джон Фицджеральд Андерс Яррид     | 6-4, 6-2           |
| 14. | 25 ноя 1990 | Чемпионат мира ATP, Санкчуари-Коув                    | Хард     | Ги Форже            | Серхио Касаль Эмилио Санчес       | 6-4, 7-6, 5-7, 6-4 |
| 15. | 30 сен 1991 | Swiss Indoors, Базель                                 | Хард (i) | Патрик Макинрой     | Петр Корда Джон Макинрой          | 3-6, 7-6, 7-6      |
| 16. | 18 мая 1992 | Открытый чемпионат Италии, Рим                        | Грунт    | Марк Россе          | Марк Кратцман Уэйн Феррейра       | 6-4, 3-6, 6-1      |
| 17. | 8 июн 1992  | Открытый чемпионат Франции, Париж                     | Грунт    | Марк Россе          | Дэвид Адамс Андрей Ольховский     | 7-6, 6-7, 7-5      |
| 18. | 26 окт 1992 | Grand Prix de Tennis de Lyon, Франция                 | Ковёр    | Марк Россе          | Нил Брод Стефан Крюгер            | 6-1, 6-3           |
| 19. | 24 окт 1994 | Grand Prix de Tennis de Lyon (2)                      | Ковёр    | Евгений Кафельников | Мартин Дамм Патрик Рафтер         | 6-7, 7-6, 7-6      |
| 20. | 23 окт 1995 | Grand Prix de Tennis de Lyon (3)                      | Ковёр    | Евгений Кафельников | Джон-Лаффни де Ягер Уэйн Феррейра | 6-3, 6-3           |

#### Поражения (15)
| №   | Дата        | Турнир                                      | Покрытие | Партнёр             | Соперники в финале                | Счёт в финале |
| --- | ----------- | ------------------------------------------- | -------- | ------------------- | --------------------------------- | ------------- |
| 1.  | 17 сен 1984 | Открытый чемпионат Тель-Авива, Израиль      | Хард     | Колин Доудсвелл     | Питер Дуган Брайан Ливайн         | 3-6, 4-6      |
| 2.  | 25 ноя 1985 | Гонконг                                     | Хард     | Томаш Шмид          | Брэд Дрюэтт Ким Уорик             | 3-6, 6-4, 2-6 |
| 3.  | 13 окт 1986 | Тулуза, Франция                             | Хард (i) | Павел Сложил        | Милослав Мечирж Томаш Шмид        | 3-6, 6-3, 4-6 |
| 4.  | 27 фев 1989 | Grand Prix de Tennis de Lyon, Франция       | Ковёр    | Джон Макинрой       | Эрик Елен Микаэль Мортенсен       | 2-6, 6-3, 3-6 |
| 5.  | 6 ноя 1989  | Paris Open, Франция                         | Ковёр    | Эрик Виноградски    | Джон Фицджеральд Андерс Яррид     | 6-7, 4-6      |
| 6.  | 15 июл 1991 | Открытый чемпионат Швейцарии, Гштад         | Грунт    | Ги Форже            | Дани Виссер Гэри Мюллер           | 6-7, 4-6      |
| 7.  | 21 окт 1991 | CA-Tennis Trophy, Вена, Австрия             | Ковёр    | Патрик Макинрой     | Гэри Мюллер Андерс Яррид          | 4-6, 5-7      |
| 8.  | 17 фев 1992 | Брюссель, Бельгия                           | Ковёр    | Ги Форже            | Борис Беккер Джон Макинрой        | 3-6, 2-6      |
| 9.  | 2 мая 1994  | Гран-при Мадрида, Испания                   | Грунт    | Жан-Филипп Флёриан  | Рикард Берг Менно Остинг          | 3-6, 4-6      |
| 10. | 25 июл 1994 | Legg Mason Tennis Classic, Вашингтон, США   | Хард     | Йонас Бьоркман      | Патрик Гэлбрайт Грант Коннелл     | 4-6, 6-4, 3-6 |
| 11. | 27 мар 1995 | Открытый чемпионат Санкт-Петербурга, Россия | Ковёр    | Евгений Кафельников | Мартин Дамм Андерс Яррид          | 4-6, 2-6      |
| 12. | 16 окт 1995 | Seiko Super Tennis, Токио, Япония           | Ковёр    | Патрик Макинрой     | Паул Хархёйс Якко Элтинг          | 6-7, 4-6      |
| 13. | 4 мар 1996  | Milan Indoor, Италия                        | Ковёр    | Ги Форже            | Андреа Гауденци Горан Иванишевич  | 4-6, 5-7      |
| 14. | 13 мая 1996 | Открытый чемпионат Германии, Гамбург        | Грунт    | Ги Форже            | Даниэль Нестор Марк Ноулз         | 2-6, 4-6      |
| 15. | 10 июн 1996 | Открытый чемпионат Франции, Париж           | Грунт    | Ги Форже            | Даниэль Вацек Евгений Кафельников | 2-6, 3-6      |

### Командные турниры (3)

#### Победы (2)
| Год  | Турнир        | Команда                                 | Соперник в финале                    | Счёт |
| 1992 | Кубок Хопмана | Швейцария М. Малеева-Франьер, Я. Хласек | Чехо-Словакия Г. Сукова, К. Новачек  | 2-1  |
| 1996 | Кубок мира    | Швейцария М. Россе, Я. Хласек           | Чехия Д. Вацек, П. Корда, Б. Улиграх | 2-1  |

#### Поражения (1)
| Год  | Турнир       | Команда                       | Соперник в финале                                | Счёт |
| 1992 | Кубок Дэвиса | Швейцария М. Россе, Я. Хласек | США А. Агасси, Д. Курье, Д. Макинрой, П. Сампрас | 1-3  |

## Статистика участия в центральных турнирах

### Одиночный разряд
| Турнир                       | 1983 | 1984 | 1985 | 1986 | 1987 | 1988 | 1989 | 1990 | 1991 | 1992 | 1993 | 1994 | 1995 | 1996 | Итого  | В/П за карьеру |
| ---------------------------- | ---- | ---- | ---- | ---- | ---- | ---- | ---- | ---- | ---- | ---- | ---- | ---- | ---- | ---- | ------ | -------------- |
| Открытый чемпионат Австралии | НУ   | 3К   | 3К   | -    | 2К   | 1К   | 1К   | 1К   | 1К   | 1К   | НУ   | 2К   | 1К   | 2К   | 0 / 11 | 5-11           |
| Открытый чемпионат Франции   | НУ   | 2К   | 2К   | 2К   | 1К   | 3К   | 4К   | 2К   | 1/4  | 1К   | 2К   | 1К   | 1К   | 3К   | 0 / 13 | 16-13          |
| Уимблдонский турнир          | 3К   | 2К   | 1К   | 3К   | 4К   | 2К   | 1К   | 2К   | 2К   | 3К   | 3К   | 3К   | 1К   | 4К   | 0 / 14 | 20-14          |
| Открытый чемпионат США       | НУ   | 1К   | 1К   | 1К   | 3К   | 4К   | НУ   | 3К   | 3К   | 2К   | 2К   | НУ   | 2К   | 4К   | 0 / 11 | 15-11          |
| Мастерс / Чемпионат мира ATP | НУ   | НУ   | НУ   | НУ   | НУ   | 1/2  | НУ   | НУ   | НУ   | НУ   | НУ   | НУ   | НУ   | НУ   | 0 / 1  | 3-1            |
| Олимпийские игры             | -    | 1/4  | -    | -    | -    | 3К   | -    | -    | -    | 3К   | -    | -    | -    | НУ   | 0 / 3  | 6-3            |

### Парный разряд
| Турнир                       | 1983 | 1984 | 1985 | 1986 | 1987 | 1988 | 1989 | 1990 | 1991 | 1992 | 1993 | 1994 | 1995 | 1996 | Итого  | В/П за карьеру |
| ---------------------------- | ---- | ---- | ---- | ---- | ---- | ---- | ---- | ---- | ---- | ---- | ---- | ---- | ---- | ---- | ------ | -------------- |
| Открытый чемпионат Австралии | НУ   | 1К   | НУ   | -    | 3К   | 1К   | 2К   | 3К   | 1К   | 2К   | НУ   | 2К   | 1/4  | 1/2  | 0 / 10 | 12-10          |
| Открытый чемпионат Франции   | НУ   | 1К   | 2К   | 2К   | 1К   | 1К   | 3К   | 1К   | 3К   | П    | 1К   | 2К   | 1/2  | Ф    | 1 / 13 | 22-12          |
| Уимблдонский турнир          | 2К   | 2К   | 1К   | 1/2  | 2К   | НУ   | 3К   | 3К   | НУ   | 1/2  | 1К   | 1К   | 1/4  | 1/4  | 0 / 12 | 21-12          |
| Открытый чемпионат США       | НУ   | НУ   | 1К   | 1К   | 1К   | 3К   | НУ   | 1/4  | 1К   | 2К   | 1К   | НУ   | 2К   | 1/2  | 0 / 10 | 11-10          |
| Мастерс / Чемпионат мира ATP | НУ   | НУ   | НУ   | НУ   | НУ   | НУ   | НУ   | П    | НУ   | НУ   | НУ   | НУ   | НУ   | НУ   | 1 / 1  | 5-0            |
| Олимпийские игры             | -    | -    | -    | -    | -    | 2К   | -    | -    | -    | 1/4  | -    | -    | -    | НУ   | 0 / 2  | 3-2            |